# Лана (Наварра)
Лана (ісп. Lana) — муніципалітет в Іспанії, у складі автономної спільноти Наварра. Населення — 196 осіб (2009).
Муніципалітет розташований на відстані близько 280 км на північний схід від Мадрида, 50 км на захід від Памплони.
На території муніципалітету розташовані такі населені пункти: (дані про населення за 2009 рік)
- Гальбарра: 49 осіб
- Гастіайн: 61 особа
- Наркуе: 23 особи
- Улібаррі: 22 особи
- Вілорія: 41 особа

## Демографія
Динаміка населення (INE ):

## Галерея зображень

Розташування муніципалітету